# Prosaptia contigua
Prosaptia contigua är en stensöteväxtart som först beskrevs av Georg Forster, och fick sitt nu gällande namn av Presl. Prosaptia contigua ingår i släktet Prosaptia och familjen Polypodiaceae. Inga underarter finns listade.